# Canton de Longuyon
Le canton de Longuyon est une ancienne division administrative française qui était située dans le département de Meurthe-et-Moselle et la région Lorraine.

## Géographie
Ce canton est organisé autour de Longuyon dans l'arrondissement de Briey. Son altitude varie de 188 m (Othe) à 403 m (Tellancourt) pour une altitude moyenne de 252 m.

## Administration

### Conseillers généraux de 1833 à 2015
| Période | Période          | Identité                           | Étiquette           | Qualité                                                                                                 |
| ------- | ---------------- | ---------------------------------- | ------------------- | --- |
| 1833    | 1836             | Jean-François Mangin (1793-1870)   |                     | Notaire à Longuyon                                                                                      |
| 1836    | 1871             | Jean Joseph Labbé                  | Républicain         | Ancien notaire à Metz Maître de forges à Metz Créateur des aciéries de Longwy Député (1848-1849)        |
| 1871    | 1895 (décès)     | Charles Comon                      |                     | Docteur en médecine, Maire de Longuyon                                                                  |
| 1895    | 1899 (décès)     | Georges Fordoxel                   | Républicain         | Notaire à Longuyon                                                                                      |
| 1899    | 1913             | Jean-Baptiste Jenyen               | Républicain         | Maire de Longuyon                                                                                       |
| 1913    | 1927 (démission) | Léon Paul Marie                    | Rad.                | Propriétaire, avocat - Maire de Longuyon (1919-1927)                                                    |
| 1927    | 1931             | Jules Constant                     | Républicain         | Maire de Longuyon (1927-1939)                                                                           |
| 1931    | 1940             | James Robert                       | URD                 | Docteur en droit à Longuyon                                                                             |
|         |                  |                                    |                     | |
| 1943    | 1945             | Louis Raulet (1882-1948)           | ?                   | Cultivateur Conseiller d'arrondissement, maire de Charency-Vezin Nommé conseiller départemental en 1943 |
| 1945    | 1951             | Pierre Leduc                       | Rad.                | Médecin Conseiller municipal de Longuyon                                                                |
| 1951    | 1958             | Pierre de Boissonneaux de Chevigny | CNIP                | Agriculteur - Député (1956-1958) Sénateur (1959-1974) Maire de Colmey                                   |
| 1958    | 1976             | Robert Drapier                     | UDSR puis DVG       | Directeur d'école Député (1973-1978) Maire de Longuyon (1965-1977)                                      |
| 1976    | 2015             | Pierre Mersch                      | DVG puis PS puis SE | Professeur, maire de Longuyon (1977-2014)                                                               |

### Conseillers d'arrondissement (de 1833 à 1940)
Le canton de Longuyon avait deux conseillers d'arrondissement.
| Période                                  | Période      | Identité                          | Étiquette      | Qualité |
| ---------------------------------------- | ------------ | --------------------------------- | -------------- | --- |
| 1833                                     |              | Nicolas Pierre Bouton (1781-1855) |                | Mégissier et chamoiseur à Saint-Jean-lès-Longuyon                                                           |
| 1833                                     |              | Pierre Henry Picard (1769-1841)   |                | Notaire à Longuyon                                                                                          |
|                                          |              |                                   |                | |
| 1848                                     |              | M. Toussaint                      | Républicain    | Juge de paix                                                                                                |
| 1848                                     |              | Auguste Rossignol                 | Républicain    | |
|                                          |              |                                   |                | |
| 1886                                     | 1892         | Paul Marie (1840-1906)            | Républicain    | Médecin à Longuyon                                                                                          |
| 1892                                     | 1897 (décès) | Jean Charles Michel Portenseigne  | Républicain    | Adjoint au maire de Longuyon                                                                                |
| 1898                                     |              | François Raulet (1824-?)          | Républicain    | Cultivateur, maire de Charency-Vezin                                                                        |
| 1898                                     | 1899         | Jean-Baptiste Jenyen              | Républicain    | Propriétaire, agriculteur, marchan de vins, maire de Longuyon                                               |
| 1899                                     | 1910         | Émile Majau                       |                | Propriétaire à Cons-la-Grandville                                                                           |
| 1910                                     | 1926         | Auguste Lecomte                   | Républicain RG | Agriculteur à Fermont, Montigny-sur-Chiers                                                                  |
| 1926                                     | 1934         | Louis Raulet                      |                | Cultivateur, maire de Charency-Vezin                                                                        |
| 1934                                     | 1940         | Louis This (1889-1966)            | URD            | Quincailler à Longuyon                                                                                      |
| 1940                                     |              |                                   |                | Les conseils d'arrondissement ont été suspendus par la loi du 12 octobre 1940 et n'ont jamais été réactivés |
| Les données manquantes sont à compléter. |              |                                   |                | |

## Composition avant 2015
Le canton de Longuyon groupe 23 communes et compte 14 072 habitants (recensement de 1999 sans doubles comptes).
| Communes                 | Population (2012) | Code postal | Code Insee |
| ------------------------ | ----------------- | ----------- | ---------- |
| Allondrelle-la-Malmaison | 519               | 54260       | 54011      |
| Beuveille                | 519               | 54620       | 54067      |
| Charency-Vezin           | 563               | 54260       | 54118      |
| Colmey                   | 245               | 54260       | 54134      |
| Cons-la-Grandville       | 608               | 54870       | 54137      |
| Doncourt-lès-Longuyon    | 239               | 54620       | 54172      |
| Épiez-sur-Chiers         | 165               | 54260       | 54178      |
| Fresnois-la-Montagne     | 380               | 54260       | 54212      |
| Grand-Failly             | 294               | 54260       | 54236      |
| Longuyon                 | 5 876             | 54260       | 54322      |
| Montigny-sur-Chiers      | 443               | 54870       | 54378      |
| Othe                     | 32                | 54260       | 54412      |
| Petit-Failly             | 76                | 54260       | 54420      |
| Pierrepont               | 984               | 54620       | 54428      |
| Saint-Jean-lès-Longuyon  | 363               | 54260       | 54476      |
| Saint-Pancré             | 283               | 54730       | 54485      |
| Tellancourt              | 523               | 54260       | 54514      |
| Ugny                     | 444               | 54870       | 54537      |
| Villers-la-Chèvre        | 488               | 54870       | 54574      |
| Villers-le-Rond          | 74                | 54260       | 54576      |
| Villette                 | 212               | 54260       | 54582      |
| Viviers-sur-Chiers       | 627               | 54260       | 54590      |
| Han-devant-Pierrepont    | 115               | 54620       | 54602      |

## Démographie
| 1962   | 1968   | 1975   | 1982   | 1990   | 1999   | 2006   | 2011   | 2012   |
| ------ | ------ | ------ | ------ | ------ | ------ | ------ | ------ | ------ |
| 17 081 | 15 343 | 16 126 | 15 455 | 13 990 | 14 072 | 14 592 | 14 861 | 14 810 |